# Снайпер 2
«Снайпер 2» — американский телевизионный художественный фильм в жанре боевика, поставленный режиссёром Крэйгом Р. Бэксли как продолжение фильма «Снайпер» (реж. Луис Льоса, 1993). Снят в Венгрии в 2002 году. Продолжение фильма «Снайпер 3» вышло в 2004 году.

## Сюжет
Бывший снайпер морской пехоты США Том Беккет, ушедший со службы после тяжёлой травмы руки (события фильма «Снайпер»), соглашается на выполнение задания ЦРУ по ликвидации сербского генерала Валастория, ответственного за этнические чистки в Косово. Учитывая подробности миссии, Беккет просит предоставить ему напарника — корректировщика. Напарником Беккета становится Джейк Коул, опытный армейский стрелок, который находится в камере смертников за убийство офицера федеральной службы, по словам Коула, предавшего его сослуживцев, которые были убиты в ходе выполнения миссии по уничтожению представителей наркокартеля в Ростоке. Коула выпустили из тюрьмы и предложили снять с него обвинения, если он принимает участие в миссии.
Беккет и Коул высаживаются с вертолёта вблизи Римско-католической церкви. Там они встречаются с местной подпольщицей по имени София. София приводит их в квартиру, которая является прекрасной позицией для стрельбы в районе правительственного квартала, где часто появляется Валастория. На следующий день Беккет ликвидирует генерала. После выстрела Беккет и Коул покидают квартиру до появления сербов. После этого Коул и Беккет добираются до близлежащей церкви, которая является местом встречи с Софией, но ситуация осложняется рейдом солдат, патрулирующих квартал. Коул и Беккетт вынуждены искать альтернативный путь отхода и пытаются выбраться из района на общественном трамвае. Спустя некоторое время транспорт блокируют солдаты и пытаются арестовать напарников. Выбраться из оцепления удаётся лишь Беккету. Коула арестовывают и переправляют в тюрьму особого режима. Беккет встречается с Софией и вместе они разрабатывают план освобождения Коула.
На следующий день при помощи братьев Софии, Зорана и Воислава, они атакуют военный конвой, осуществляющий транспортировку заключённых, среди которых находится Коул. Бекетт занимает позицию на дереве у дороги. Как только приближается первый грузовик, он и София открывают огонь по конвоирам. Затем они освобождают Коула и Павла, сербского оппозиционера-пацифиста. Коул признаётся, что убийство Валастория было лишь прикрытием для его задания — быть пойманным и обеспечить побег Павла. Беккет же не был проинформирован о реальной цели миссии. В то же время при полном отсутствии данных о Беккете и Коуле, Эклз настаивает на прекращении миссии, но его просьба отклоняется. Ночью на заброшенном складе команду Беккета атакуют сербские солдаты при поддержке нескольких танков. Воислав и Зоран погибают во время нападения, после чего София покидает группу, а Павел, Коул и Беккет укрываются в доме друга Павла по имени Навзад, который предлагает провести их к границе.
При подходе к границе они пересекают реку и проходят через контрольно-пропускной пункт, добравшись в конечном итоге до зоны эвакуации. На подступах к развалинам небольшого города, откуда группу должен забрать вертолёт, группу Беккета атакует команда сербских спецназовцев. Беккет и Коул после непродолжительной перестрелки в лесу уничтожают всех солдат противника и вместе с Павлом входят на территорию разрушенного города. Они переодеваются в форму сербов на случай, если в городе остались солдаты. При передвижении по городу группу атакует сербский снайпер-следопыт, выслеживавший Беккета и Коула с момента атаки на склад. Беккет приказывает Коулу вести Павла к зоне эвакуации, пока он займется противником. После короткой перестрелки сербский стрелок серьёзно ранит Коула, и Беккет понимает, что единственный выход выбраться из города — уничтожить врага. В ходе продолжительной дуэли среди руин городских зданий Беккет точным выстрелом убивает сербского снайпера, после чего при помощи Павла несёт раненого Коула к прилетевшему вертолёту. Подкрепления сербских солдат, добравшиеся до города, не успевают остановить группу. В вертолёте Беккет и Павел осматривают Коула, но тот оказывается ранен слишком тяжело и помочь ему уже не является возможным. Перед смертью Коул произносит: «Свобода!»

## В ролях
| Актёр         | Роль                 |
| ------------- | -------------------- |
| Том Беренджер | сержант Томас Бэккет |
| Букем Вудбайн | Коул                 |
| Эрика Марожан | София                |
| Тамас Пускас  | Павел                |
| Дэн Батлер    | Эклз                 |
| Линден Эшби   | Маккена              |
| Барна Илльес  | Воислав              |

| Актёр         | Роль              |
| ------------- | ----------------- |
| Ференц Ковач  | Зоран             |
| Дэннис Хейден | Клете             |
| Джан Тогай    | капитан Маркс     |
| Бела Яки      | снайпер со шрамом |
| Лазло Арон    | Shadow Figure     |
| Лукач Бичкей  | заключённый       |
| Золтан Сереш  | Нозэд             |

## Критика
Скотт Вайнберг в своей рецензии на сайте eFilmCritic.com дал фильму оценку 2,5 по пятибалльной системе, назвав его «дешёвой „стрелялкой“, которая, возможно, стоит просмотра за 3 доллара в прокате».